# 中野區
中野区（日语：／ Nakano ku */?）是日本东京都23个特别区之一，位于都心西部，占地15.59平方千米，自北边顺时针方向分别与练马区、丰岛区、新宿区、涩谷区、杉并区相邻，区内名胜包括中野百老汇、哲学堂公园与新井药师梅照院等。

## 概况
中野区原属东京府东多摩郡东半部，今属東京都區部西部，地形上属武藏野台地一部分。轨道交通上，中野区位于多摩地域与东京都心及副都心之间，东日本旅客铁道中央線快速、直通運行的东京地铁东西线、丸之內線、西武新宿線等在此交汇。核心地带为中野站周围的中野区役所、中野百老汇、中野太阳广场一带，自此前往新宿、池袋、涩谷等繁华地带皆有便捷的公共交通连结。
自江户时代起，近郊农业、制粉与酱油、味噌酿造等食品加工业在此长足进步，支持江户居民的食品消费。明治中期后，市中心人口涌入中野，特别是1923年關東大震災以来，诸多佛教寺院自浅草迁至新井药师周围，同时与上落合的落合斎場产生协同效益，推动殡葬业发展。第二次世界大战前，由于诸多高级将领在此居住，位于区内东中野一丁目及二丁目一带被称为“帝国军人之街”。
随着东京人口增长，中野迅速成长为住宅区，至20世纪60年代，农田几乎尽数消失。明治以来，工厂数量有所增加，但由于区内道路网络薄弱，中野站周边地区未能发展成如东京都心等地的大型商业区。近年，新宿附近的中野坂上地区得到再开发，摩天大楼拔地而起，计算机及软件产业纷纷进驻，中野坂上则被称作“新宿副都心”；2012年（平成24年），中野站西北处的警察学校旧址得到再开发，建成有“囲町”“中野新都心”之称的商业街“中野四季都市”。中野站周围商业设施发达，分布有中野百老汇、中野太阳广场与在此创业的大型连锁时装大楼丸井总公司。
以区内中央线沿线为中心分布着许多专门学校。此外，20世纪50年代以来，由于许多漫画家在区内居住，中野区与相邻的杉并区、练马区、三鹰市汇聚成漫画动漫产业的集群地，驻有日本许多出色的動畫工作室。
中野区民宅密集，道路基础薄弱。区内人口密度为22,238.87人/km²（截至2024年1月1日估计），居日本第二位，仅次于东京都丰岛区；道路率为12.8%（截至2012年4月1日），在都内23区中排名第21位；狭窄道路率为84.0%（同前），在都内23区中排末位；人均公园面积率为1.33%（同前），在都内23区中排名第22位。除了流经南部的神田川，没有其他主要河流，包括公园在内的绿地面积较少。区内独栋住宅与集合住宅稠密分布，以低层建筑物为主，面向主要道路地带亦有中高层公寓楼矗立。其中木造建筑密集区较多，出租屋占比较高，人口流动性强；道路网狭窄，应急车辆通行不便。由于诸多地段房租低廉、交通便利，中野区得以成为二三十岁年轻人租住的青睐之地，但儿童较少。

## 人口
| 中野區人口分布圖 |                                               |  |
| 中野區與日本全國年齡別人口分布比較圖 （2005年資料） | 中野區的年齡、男女別人口分布圖 （2005年資料） |  |
| ■紫色是中野區 ■綠色是全国 | ■藍色是男性 ■紅色是女性                       |  |
| 中野區人口變化 \| 1970年 \| 378,723人 \| \| \| 1975年 \| 373,075人 \| \| \| 1980年 \| 345,733人 \| \| \| 1985年 \| 335,936人 \| \| \| 1990年 \| 319,687人 \| \| \| 1995年 \| 306,581人 \| \| \| 2000年 \| 309,526人 \| \| \| 2005年 \| 310,627人 \| \| \| 2010年 \| 314,750人 \| \| \| 2015年 \| 328,215人 \| \| \| 2020年 \| 344,880人 \| \| |                                               |  |
| 資料來源：日本總務省統計中心提供之人口普查數據 |                                               |  |
| 1970年 | 378,723人                                     |  |
| 1975年 | 373,075人                                     |  |
| 1980年 | 345,733人                                     |  |
| 1985年 | 335,936人                                     |  |
| 1990年 | 319,687人                                     |  |
| 1995年 | 306,581人                                     |  |
| 2000年 | 309,526人                                     |  |
| 2005年 | 310,627人                                     |  |
| 2010年 | 314,750人                                     |  |
| 2015年 | 328,215人                                     |  |
| 2020年 | 344,880人                                     |  |

根据2005年国势统计数据，区内夜間人口（常住人口）為310,392人，區外通勤者與通學生及區內活動居住者合計的日間人口達285,636人，日間人口為夜間人口的92%。相較於都心各區，本區因住宅區較多，辦公商區較少，呈現日間人口較夜間人口為低的現象。

## 地理

### 台地
区内台地包括沼袋台地、野方台地、中野台地、幡谷台地、落合台地，皆为武藏野台地的一部分。

### 河流
区内河段包含神田川、妙正寺川、善福寺川、江古田川、桃园川、荒玉水道、千川上水。

## 歷史
1400年前后，有“中野长者”之称的商人僧侣铃木九郎前往武蔵国多摩郡中野乡开拓事业；1447年（文明9年），太田道灌在江古田原合战中于此大破丰岛泰经。1591年（天正19年），中野乡进行檢地。
江戶时代初期，德川幕府掌权，开始对江戶近隣各鄉進行整備。中野鄉分為中野、本鄉、雜色、江古田、片山、上高田、新井、上沼袋、下沼袋、上鷺宮、下鷺宮11村；此後本鄉再分出本鄉新田，共计12村。
1606年（慶長11年），中野乡開闢成木街道（又称御白土街道，今青梅街道）；中野村內設置驿站；1695年（元祿8年），德川纲吉发布生類憐憫令，中野村內（今中野4丁目附近）設置收容野犬的小屋。
1875年（明治8年）4月20日，公立小学桃园学校（今中野区立桃園小学校）開学，系今中野区内最古老的小学；1889年（明治22年）4月11日，甲武鐵道（今東日本旅客鐵道中央本線新宿至八王子段）開通，設中野站；1904年（明治37年）8月，甲武鐵道飯田町至中野段開始營運，系日本最早的電車營運；1906年（明治39年）6月14日，甲武鐵道開設柏木站（今東中野站）；1906年（明治39年）10月1日，甲武鐵道國有化；1921年（大正10年）8月25日，西武軌道荻窪線淀橋町至荻窪段開通。中野町內設置淀橋、住友銀行前、寶仙寺前、中野警察署前、中野銀行前、登記所前、鍋屋橫丁、追分、西町9个停靠站；1927年（昭和2年）4月16日，西武鐵道村山線（今西武新宿線高田马场至東村山段）開通。野方町內設置新井藥師前、沼袋、野方、鷺之宮4个车站；1928年（昭和3年）5月，日本鐵道省（今東日本旅客鐵道）中央線新宿至中野段複線完成；1937年（昭和12年）12月25日，西武鐵道村山線開設府立家政站（今都立家政站）。
1946年（昭和21年）8月30日，由区内配给的小麦粉引起的集体食物中毒导致5000余人被害；1951年（昭和26年）5月1日，西武鐵道新宿軌道線（原西武軌道荻窪線）被轉讓給東京都（東京都電14系統杉並線）；1952年（昭和27年）10月5日；中野區實施公選教育委員選舉；1956年（昭和31年）6月，《地方教育行政組織與營運法律》實施，教育委員改為任命制；1961年（昭和36年）2月8日，帝都高速度交通營團荻窪線（今東京地下鐵丸之內線）新宿至新中野段與中野坂上至中野富士見町段開通；1961年（昭和36年）11月1日，荻窪線新中野至南阿佐谷段開通；1963年（昭和38年）12月1日，東京都電14系統杉並線廢止；1966年（昭和41年）3月16日，帝都高速度交通營團東西線中野至高田馬場段開通，系日本國有鐵道首次與地鐵直通；1973年（昭和48年），中野太陽廣場竣工，同年6月1日開業；1976年（昭和51年）5月，日本電信電話公社中野大廈（今NTT DOCOMO中野大廈）竣工，系中野區內第一座摩天大樓；1997年（平成9年）12月19日，東京都交通局地下鐵12號線（今大江戶線）練馬至新宿段開通。
2005年（平成17年）11月30日，社區巴士なかのん開始營運，以提升鷺宮、上鷺宮地區至區役所的交通便利性；2012年（平成24年）3月，中野四季都市开业；2018年（平成30年）8月20日，中野区导入同性伴侣宣誓制度；2023年（令和5年），中野区首个文学奖“東京中野物語2022文学賞”颁发给原浩一郎；2024年（令和6年）10月，中野区开始将同性伴侣住民票关系与异性婚姻记载统一，仅标注“未届”区分。
區制沿革
1868年（慶應4年）6月29日，江户幕府解体，新政府宣布版籍奉還，位于武藏国多摩郡內的相当于今中野地区的12个村庄划归武藏知縣事管理；1869年（明治2年）2月9日，政府颁布太政官布達，前述12村划归品川縣；1871年（明治4年）1月14日，12村编入府縣統合后设立的東京府。次年1月12日，多摩郡全域移交神奈川縣管轄；5月，12村也划归神奈川縣，相當於後來東多摩郡的中野村周辺32村展開返回東京府運動；8月19日，12村再次转由東京府管辖；10月12日正式重新编入东京府。
1878年（明治11年）11月2日，郡區町村編制法颁布，多摩郡被划為4郡，12村划屬東多摩郡；1889年（明治22年）5月1日，町村制施行，本鄉、本鄉新田、雜色等村併入中野村，江古田、片山、上高田、新井、上沼袋、下沼袋、上鷺宮、下鷺宮各村合併為野方村。
1896年（明治29年）4月1日，東多摩郡與南豐島郡合併為豐多摩郡；1897年（明治30年）2月1日，中野村施行町制，改為中野町；1924年（大正13年）4月1日 - 野方村施行町制。為野方町；1931年（昭和6年）1月，中野町實施字名改正，43小字重編為60町；1932年（昭和7年）10月1日，東京市（15區）與豐多摩郡在內的周邊5郡合併為東京市，建制35區。中野町與野方町值此合併為中野區。取名来历存有两说：其一认为在“中野町”与“野方町”中各取一字组成；另者认为直接来自旧称“中野町”。
1936年（昭和11年）11月，原位于寶仙寺境內的中野區役所移至宮園通4丁目（今中野郵便局附近）；1943年（昭和18年）7月1日，東京都制施行，原東京市建制廢止，中野区自此成为东京都下辖建制；1947年（昭和22年）5月3日，地方自治法颁行，中野區位列特別區建制；1953年（昭和28年）8月15日，地方自治法修订，區長公選制廢止。时任中野區長，经过后區議會推舉連任，直至1963年卸任；1967年（昭和42年）6月1日，依據住居表示法實施住居表示（1931年至1934年成立之町名多數變更，町內會範圍與町名逐渐固定）；1968年（昭和43年）10月，中野區役所迁至中野4丁目（警察大學東部）；1975年（昭和50年）4月27日，地方自治法修订，實施區長選舉，中野區区長準公選條例廢止。
2015年（平成27年）3月13日，《中野区歌》废止，由阿木燿子作词、其夫宇崎龙童作曲的新区歌《未来カレンダー Forever Nakano》获经采用；2024年（令和6年）4月19日，中野区役所迁至中野4丁目11番19号之现址。

## 文化
中野区年龄分布呈葫芦形，老年人及年轻人占比较大，年轻人流动性强。在开放包容的氛围中，融合了阿伊努文化与冲绳文化的祭典、角色扮演之类的亚文化在区内十分人气，缅甸人社群等多样性社区不断涌现。传统文化遗产包括江古田舞狮、鷺宮囃子等；区内在册的传统工艺匠人截至2024年4月共计20名，涵盖传统服饰、手工雕刻等多个领域。

## 政治

### 行政区划
中野区自1963年（昭和38年）起逐渐实施住居表示，现辖下列76町；机动车号牌属东京运输支局练马号段。
| 町名   | 日语町名     | 辖区          | 住居表示实施时间                                 | 住居表示前行政规划                                 |
| 新井   | 新井         | 新井一丁目    | 1966年2月1日                                     | 新井町、昭和通3                                    |
| 新井   | 新井         | 新井二丁目    | 1966年2月1日                                     | 新井町、野方町2                                    |
| 新井   | 新井         | 新井三丁目    | 1966年2月1日                                     | 新井町、野方町2                                    |
| 新井   | 新井         | 新井四丁目    | 1966年2月1日                                     | 新井町                                             |
| 新井   | 新井         | 新井五丁目    | 1966年2月1日                                     | 新井町                                             |
| 江古田 | 江古田       | 江古田一丁目  | 1963年10月1日                                    | 江古田1・2・3                                      |
| 江古田 | 江古田       | 江古田二丁目  | 1963年10月1日                                    | 江古田3・4                                         |
| 江古田 | 江古田       | 江古田三丁目  | 1963年10月1日                                    | 江古田1・3                                         |
| 江古田 | 江古田       | 江古田四丁目  | 1964年12月1日                                    | 江古田4                                            |
| 江原町 | 江原町       | 江原町一丁目  | 1963年10月1日                                    | 江古田1・2                                         |
| 江原町 | 江原町       | 江原町二丁目  | 1963年10月1日                                    | 江古田2・3                                         |
| 江原町 | 江原町       | 江原町三丁目  | 1963年10月1日                                    | 江古田2                                            |
| 上鷺宮 |              | 上鷺宮一丁目  | 1965年7月1日                                     | 鹭宫5                                              |
| 上鷺宮 | 上鷺宮二丁目 | 1965年7月1日  | 鹭宫5                                            |                                                    |
| 上鷺宮 | 上鷺宮三丁目 | 1965年7月1日  | 鹭宫5                                            |                                                    |
| 上鷺宮 | 上鷺宮四丁目 | 1965年7月1日  | 鹭宫6                                            |                                                    |
| 上鷺宮 | 上鷺宮五丁目 | 1965年7月1日  | 鹭宫5・6                                         |                                                    |
| 上高田 | 上高田       |               |                                                  |                                                    |
| 上高田 | 上高田       | 上高田一丁目  | 1966年2月1日                                     | 上高田1、昭和通1・2                                |
| 上高田 | 上高田       | 上高田二丁目  | 1966年2月1日                                     | 上高田1、昭和通3、新井町                           |
| 上高田 | 上高田       | 上高田三丁目  | 1966年2月1日                                     | 上高田1・2                                         |
| 上高田 | 上高田       | 上高田四丁目  | 1966年2月1日                                     | 上高田2                                            |
| 上高田 | 上高田       | 上高田五丁目  | 1966年2月1日                                     | 上高田1・2、江古田1                                |
| 鷺宮   |              | 鷺宮一丁目    | 1965年7月1日                                     | 鹭宫1・3                                           |
| 鷺宮   | 鷺宮二丁目   | 1965年7月1日  | 鹭宫3                                            |                                                    |
| 鷺宮   | 鷺宮三丁目   | 1965年7月1日  | 鹭宫3                                            |                                                    |
| 鷺宮   | 鷺宮四丁目   | 1965年7月1日  | 鹭宫4                                            |                                                    |
| 鷺宮   | 鷺宮五丁目   | 1965年7月1日  | 鹭宫5・6                                         |                                                    |
| 鷺宮   | 鷺宮六丁目   | 1965年7月1日  | 鹭宫5・6                                         |                                                    |
| 白鷺   |              | 白鷺一丁目    | 1965年7月1日                                     | 鹭宫1・2                                           |
| 白鷺   | 白鷺二丁目   | 1965年7月1日  | 鹭宫2・4                                         |                                                    |
| 白鷺   | 白鷺三丁目   | 1965年7月1日  | 鹭宫4                                            |                                                    |
| 中央   |              | 中央一丁目    | 1967年6月1日                                     | 小淀町（全境）、塔之山町、本町通1、宫园通1、川添町 |
| 中央   | 中央二丁目   | 1967年6月1日  | 宫前町（全境）、塔之山町、本町通2・3、宫园通1・2 |                                                    |
| 中央   | 中央三丁目   | 1967年6月1日  | 仲町（全境）、上町、本町通3、宫园通3             |                                                    |
| 中央   | 中央四丁目   | 1967年6月1日  | 上町、桥场町、本町通4・5、宫园通3・4             |                                                    |
| 中央   | 中央五丁目   | 1967年6月1日  | 橋場町、本町通5・6、宮園通5                      |                                                    |
| 中野   |              | 中野一丁目    | 1966年10月1日                                    | 城山町（全境）、宫园通2・3                         |
| 中野   | 中野二丁目   | 1966年10月1日 | 千光前町（全境）、中野站前、宫园通3・4           |                                                    |
| 中野   | 中野三丁目   | 1966年10月1日 | 桃园町（全境）、中野站前、宫园通4・5             |                                                    |
| 中野   | 中野四丁目   | 1966年10月1日 | 囲町（全境）、野方町2、新井町                    |                                                    |
| 中野   | 中野五丁目   | 1966年10月1日 | 打越町（全境）、天神町（全境）、昭和通3、新井町  |                                                    |
| 中野   | 中野六丁目   | 1966年10月1日 | 文園町（全境）、昭和通2                          |                                                    |
| 沼袋   |              | 沼袋一丁目    | 1964年12月1日                                    | 沼袋町、江古田4                                    |
| 沼袋   | 沼袋二丁目   | 1964年12月1日 | 沼袋町、江古田4                                  |                                                    |
| 沼袋   | 沼袋三丁目   | 1964年12月1日 | 沼袋町                                           |                                                    |
| 沼袋   | 沼袋四丁目   | 1964年12月1日 | 沼袋町、江古田4                                  |                                                    |
| 野方   |              | 野方一丁目    | 1964年12月1日                                    | 野方町2                                            |
| 野方   | 野方二丁目   | 1964年12月1日 | 野方町2                                          |                                                    |
| 野方   | 野方三丁目   | 1964年12月1日 | 野方町1                                          |                                                    |
| 野方   | 野方四丁目   | 1964年12月1日 | 野方町1、江古田4                                 |                                                    |
| 野方   | 野方五丁目   | 1964年12月1日 | 野方町1、大和町                                  |                                                    |
| 野方   | 野方六丁目   | 1964年12月1日 | 野方町1、鷺宮3                                   |                                                    |
| 東中野 |              | 东中野一丁目  | 1966年10月1日                                    | 冰川町（全境）、川添町、宮園通1                    |
| 東中野 | 东中野二丁目 | 1966年10月1日 | 上之原町（全境）、高根町（全境）、宮園通1        |                                                    |
| 東中野 | 东中野三丁目 | 1966年10月1日 | 樱山町、昭和通1                                  |                                                    |
| 東中野 | 东中野四丁目 | 1966年10月1日 | 住吉町（全境）、樱山町、小泷町                   |                                                    |
| 東中野 | 东中野五丁目 | 1966年10月1日 | 小泷町                                           |                                                    |
| 本町   |              | 本町一丁目    | 1967年6月1日                                     | 相生町（全境）、本町通1                            |
| 本町   | 本町二丁目   | 1967年6月1日  | 朝日丘、東郷町、本町通2                          |                                                    |
| 本町   | 本町三丁目   | 1967年6月1日  | 朝日丘、東郷町、道玄町、本町通3                  |                                                    |
| 本町   | 本町四丁目   | 1967年6月1日  | 道玄町、宮里町、西町、本町通3・4・5              |                                                    |
| 本町   | 本町五丁目   | 1967年6月1日  | 千代田町（全境）、宮里町                         |                                                    |
| 本町   | 本町六丁目   | 1967年6月1日  | 西町、本町通5・6                                 |                                                    |
| 松丘   |              | 松丘一丁目    | 1963年10月1日                                    | 江古田1、新井町                                    |
| 松丘   | 松丘二丁目   | 1963年10月1日 | 江古田1、新井町                                  |                                                    |
| 丸山   |              | 丸山一丁目    | 1964年12月1日                                    | 江古田4                                            |
| 丸山   | 丸山二丁目   | 1964年12月1日 | 江古田4、鷺宮3                                   |                                                    |
| 南台   |              | 南台一丁目    | 1967年6月1日                                     | 新山通1、荣町通1                                   |
| 南台   | 南台二丁目   | 1967年6月1日  | 前原町（全境）、新山通1、荣町通2                 |                                                    |
| 南台   | 南台三丁目   | 1967年6月1日  | 多田町（全境）、荣町通2・3                       |                                                    |
| 南台   | 南台四丁目   | 1967年6月1日  | 新山通2・3（全境）、八岛町、新山通1              |                                                    |
| 南台   | 南台五丁目   | 1967年6月1日  | 杂色町（全境）、八岛町、荣町通3                  |                                                    |
| 大和町 |              | 大和町一丁目  | 1965年7月1日                                     | 大和町、野方町2                                    |
| 大和町 | 大和町二丁目 | 1965年7月1日  | 大和町、野方町2                                  |                                                    |
| 大和町 | 大和町三丁目 | 1965年7月1日  | 大和町                                           |                                                    |
| 大和町 | 大和町四丁目 | 1965年7月1日  | 大和町、鷺宮1                                    |                                                    |
| 彌生町 |              | 弥生町一丁目  | 1967年6月1日                                     | 本乡通1（全境）、向台町（全境）、荣町通1           |
| 彌生町 | 弥生町二丁目 | 1967年6月1日  | 本乡通2（全境）、本郷通3                         |                                                    |
| 彌生町 | 弥生町三丁目 | 1967年6月1日  | 川岛町（全境）、荣町通1                          |                                                    |
| 彌生町 | 弥生町四丁目 | 1967年6月1日  | 新明町（全）、荣町通2                            |                                                    |
| 彌生町 | 弥生町五丁目 | 1967年6月1日  | 富士见町（全境）、本乡通3、荣町通2・3            |                                                    |
| 彌生町 | 弥生町六丁目 | 1967年6月1日  | 广町（全）、荣町通3                              |                                                    |
| 若宮   |              | 若宫一丁目    | 1965年7月1日                                     | 鷺宮1、野方町1、大和町                             |
| 若宮   | 若宫二丁目   | 1965年7月1日  | 鷺宮1、大和町                                    |                                                    |
| 若宮   | 若宫三丁目   | 1965年7月1日  | 鷺宮1・3                                         |                                                    |

### 區长
现任区长为无党籍政治家酒井直人，酒井于2018年6月初次当选，并于2022年5月以60.01%的得票率再度当选获得连任，本届任期至2026年6月14日；副区长为横山克人、青山敬一郎与栗田泰正：横山于2022年7月第二次接受区议会任命，本届任期至2026年7月13日；青山于2022年10月接受区议会任命，本届任期至2026年10月16日；栗田于2023年7月接受区议会任命，本届任期至2027年7月7日。现任教育长田代雅規于2024年4月1日就任，任期至2027年3月31日。

#### 历任區长
| 姓名       | 就任           | 离任          | 备注     |
| ---------- | -------------- | ------------- | -------- |
| 杉椙三     | 1932年10月     | 1933年11月    |          |
| 野中富三郎 | 1933年11月     | 1936年10月    |          |
| 加藤守道   | 1936年10月     | 1937年12月    |          |
| 福島正守   | 1937年12月     | 1938年12月    |          |
| 斎藤助昇   | 1938年12月     | 1942年9月     |          |
| 沖塩正夫   | 1942年9月      | 1943年7月     |          |
| 富田繁昭   | 1943年7月      | 1944年6月     |          |
| 山口喬蔵   | 1944年6月      | 1945年10月    |          |
| 皆川五郎   | 1945年10月29日 | 1963年1月31日 |          |
| 上山輝一   | 1963年3月22日  | 1971年3月27日 |          |
| 大内正二   | 1971年10月8日  | 1979年4月26日 |          |
| 青山良道   | 1979年4月27日  | 1986年4月23日 | 一次连任 |
| 神山好市   | 1986年6月15日  | 2002年6月14日 | 三度连任 |
| 田中大輔   | 2002年6月15日  | 2018年6月14日 | 三度连任 |
| 酒井直人   | 2018年6月15日  | （现任）      | 一次连任 |

### 中野区议会
中野区议会采取一院制组织形式，共计42席，每届任期4年，常设总务委员会、 区民委员会、厚生委员会、建设委员会、儿童文教委员会与议会营运委员会；选举方式采用复数选区制与不可转移单票制，现任第24期议会于2023年4月选出，议长为立宪民主党出身的酒井琢也，副议长为公明黨出身的的木村广一；执政党团占19席，在野党团占16席，无所属党团者占7席。

### 东京都议会选举
东京都议会中野区选区按照人口比例可以选出1至8名议员，截至2020年7月，共有3名中野区选出的议员正在都议会履职。

### 众议院选举
中野区分别属于众议院选区中东京都第7区和东京都第10区的一部分，

### 地域事务所及区民活动中心
中野区内设有五个承担部分行政职能的区政府派出机构——地域事务所，分别为南中野地域事務所（南台3丁目6番17号）、東部地域事務所（中央2丁目18番21号）、江古田地域事務所（江原町2丁目3番15号）、野方地域事務所（野方5丁目3番1号）、鷺宮地域事務所（鷺宮3丁目22番5号），主要负责发行受理住民异动证明书及收缴公共料金等。
此外，区内设有南中野、彌生、鍋橫、東部、桃園、昭和、東中野、上高田、新井、江古田、沼袋、野方、大和、鷺宮、上鷺宮共计15个区民活动中心，由区政府与地方自治会组成的营运委员会管理，支持居民自治活动并附有对外出租的集会室。前述五个地域事务所与当地区民活动中心合署办公。

### 友好城市
| 序号 | 国家           | 城市                      | 关系         | 结好时间   |
| ---- | -------------- | ------------------------- | ------------ | ---------- |
| 1    | 日本           | 福岛县田村市 （原常叶町） | 姊妹都市     | 1982-10-01 |
| 2    | 中华人民共和国 | 北京市西城区              | 友好区       | 1986-09-15 |
| 3    |                | 首尔特别市陽川區          | 姊妹城市     | 2010-11-08 |
| 4    | 日本           | 群马县水上町              | 里・町連携   | 2012-09-18 |
| 5    | 日本           | 青森县青森市              | 交流连携都市 | 2014-04-09 |
| 6    | 日本           | 青森县黑石市              | 交流連携都市 | 2022-10-28 |
| 7    | 日本           | 山形县山形市              | 交流連携都市 | 2023-10-27 |

## 商業地標
- Harmony Square（ハーモニースクエア）
- 中野坂上Sunbright大樓（中野坂上サンブライトビル）
- 中野坂上中央大樓（中野坂上セントラルビル）
- 住友中野坂上大樓（住友中野坂上ビル）
- 中野中央公園南棟（中野セントラルパークサウス）
- 中野中央公園東棟（中野セントラルパークイースト）
- 中野百老匯（中野ブロードウェイ）
- Unison Square（ユニゾンスクエア）
- Nakano South Stella（ナカノサウステラ）

## 文化設施

### 資料館
- 中野區立歷史民俗資料館

### 圖書館
中野区内民眾可利用的公立图书馆包括以下7处：
- 中野區立中央圖書館
- 中野區立野方圖書館
- 中野區立南台圖書館
- 中野區立鷺宮圖書館
- 中野區立江古田圖書館
- 中野區立上高田圖書館
- 中野區立中野东圖書館

### 体育館
- 中野区立综合体育馆
- 鷺宮体育交流广场
- 中野区体育交流广场

### 會館
- 紅葉山文化中心：又称“中野ZERO”。

### 公園
- 哲学堂公園
- 水之塔公園
- 平和之森公園
- 江古田之森公園
- 中野四季之森公園
- 新井藥師公園
- 杉山公园

### 神社
- 沼袋冰川神社
- 中野冰川神社
- 本乡冰川神社
- 新井北野神社
- 中野北野神社
- 鷺宮八幡神社
- 江古田冰川神社
- 神明冰川神社
- 多田神社
- 大和町八幡神社
- 上高田冰川神社

### 寺院
- 净土宗
  - 貞源寺
  - 正法寺
- 净土真宗本愿寺派
  - 了然寺
  - 正見寺：葬有“江户三美人”之首笠森阿仙。
  - 正行寺
  - 淨圓寺
- 真宗大谷派
  - 滿願寺
  - 德藏寺
  - 神足寺
  - 高德寺：境内坐落有东京都指定旧迹新井白石之墓。
  - 源通寺
  - 願正寺
- 真言宗御室派
  - 密藏院
- 真言宗东寺派
  - 明治寺
- 真言宗丰山派
  - 宝福寺
  - 寶仙寺：營運有寶仙學園[21]。
  - 福藏院
  - 福壽院
  - 梅照院：又称"新井药师"，系区内最大寺庙。
  - 東福寺
  - 東光寺
  - 善成寺
  - 禪定院
  - 清谷寺
  - 正藏院
  - 實相院
  - 慈眼寺
  - 光德院
- 真言系单立
  - 仙藏院
- 曹洞宗
  - 龍昌寺
  - 保善寺
  - 寶泉寺：葬有赤穗事件核心人物吉良義央。
  - 天德院：葬有德川家旗本梶川頼照。
  - 宗清寺：葬有幕末幕臣水野忠德。
  - 青原寺
  - 常昌院
  - 金剛寺
- 曹洞宗正派
  - 成願寺
- 天台宗
  - 境妙寺
- 日莲宗
  - 泉光山蓮華寺
  - 星光山蓮華寺
  - 久成寺
- 法华宗本門流
  - 本妙寺
  - 靈妙寺
- 臨济宗天龍寺派
  - 高步院
- 臨济宗妙心寺派
  - 龍興寺
  - 松源寺

### 教会
- 基督新教
  - 基督同信会
  - 日本同盟基督教团中野教会
  - 日本基督教团东中野教会
  - 日本基督教团白鷺教会
  - 日本基督教团更生教会
  - 日本基督教团野方町教会
  - 日本基督教团千岁教会
  - 日本基督教团天门教会
  - 东京黎明教会
- 浸礼宗
  - 中野浸礼宗教会
- 五旬节派
  - 新中野基督教会

## 交通

### 鐵路

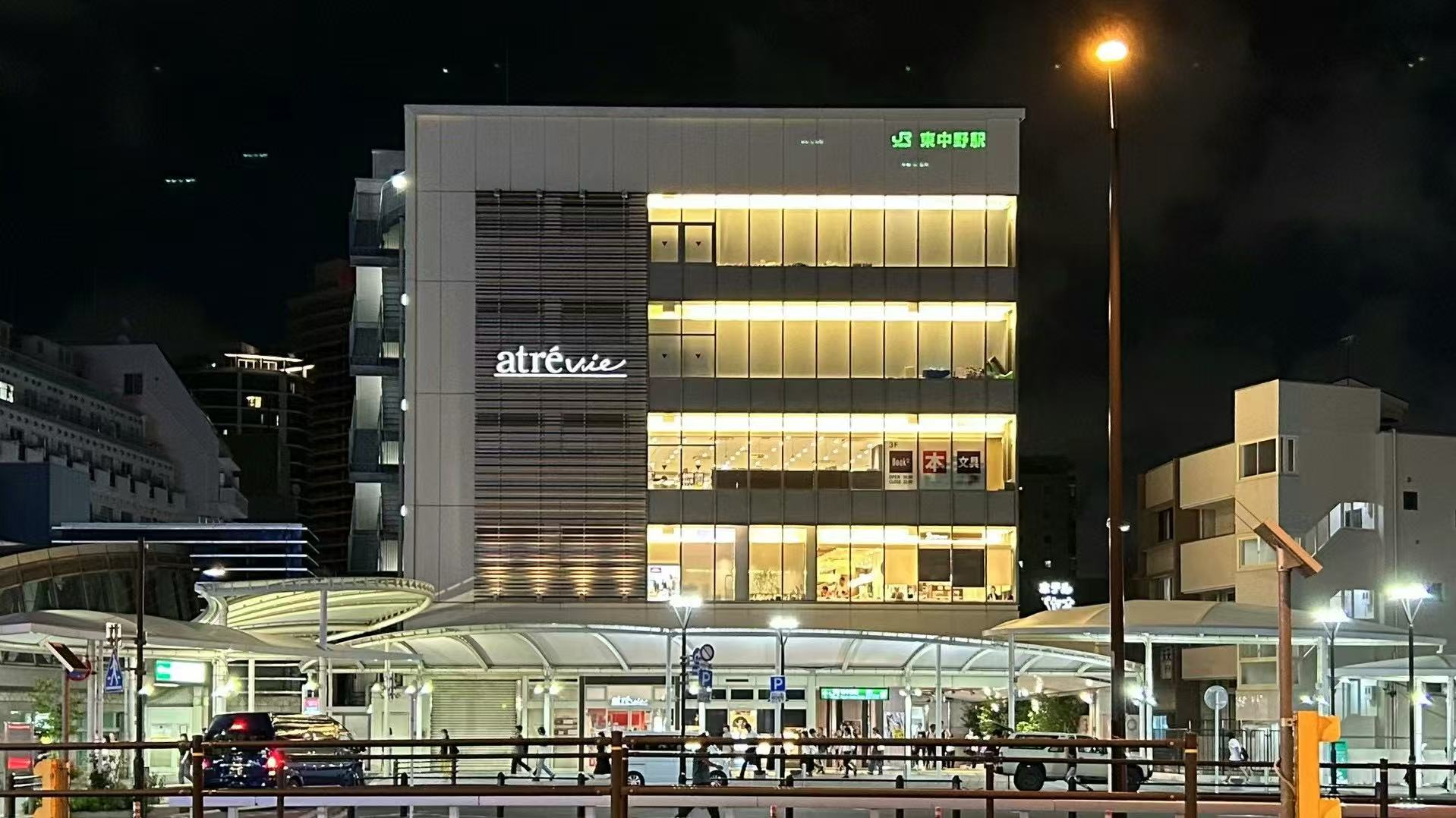
东中野站夜景

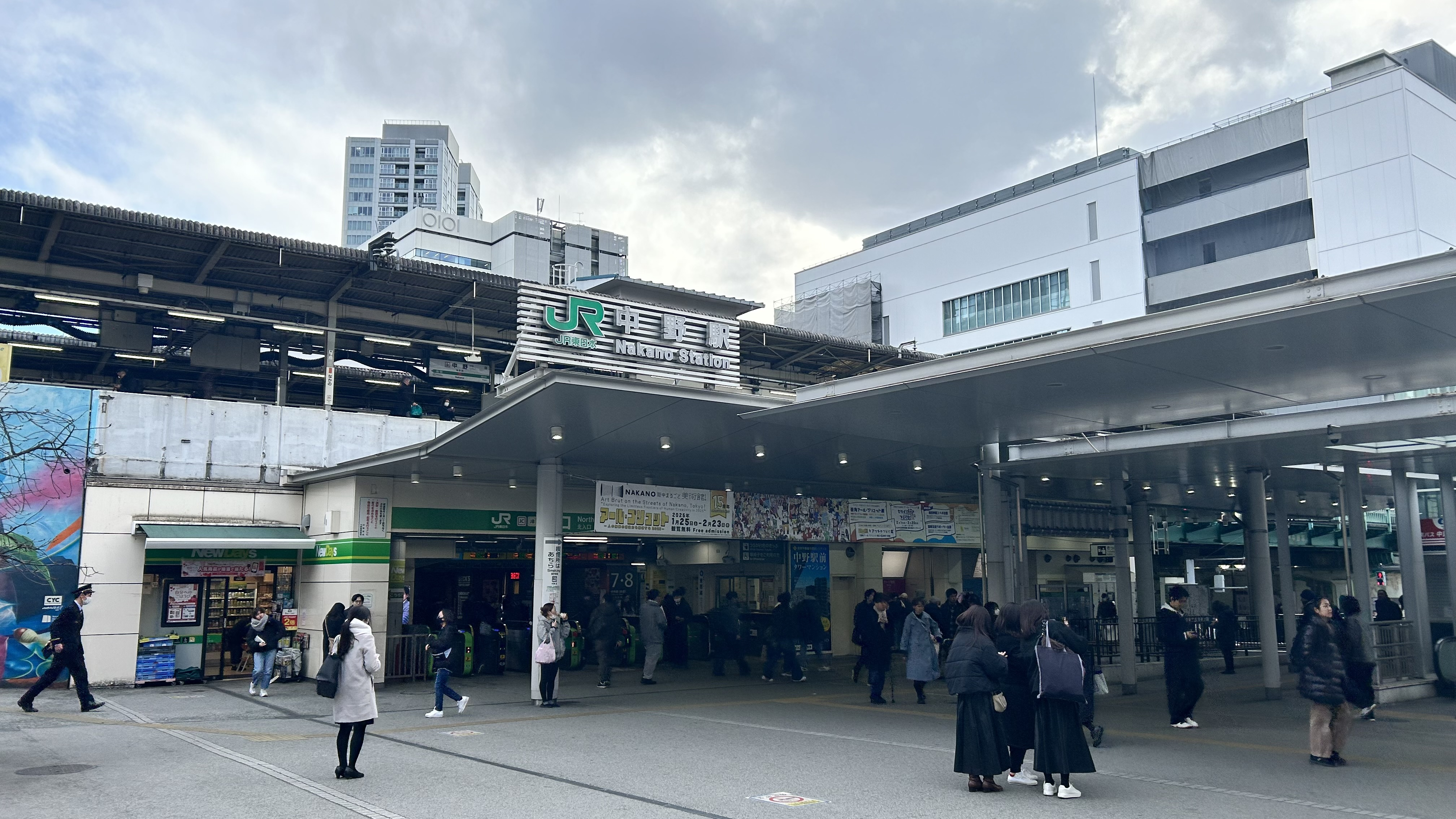
North Exit of Nakano Station

東日本旅客鐵道（JR東日本）
- 中央本線（中央線快速、中央·總武緩行線）
  -  东中野站 -  中野站

 西武鐵道
- 新宿線
  -  新井藥師前站 -  沼袋站 -  野方站 -  都立家政站 -  鷺之宮站

 東京地下鐵
- 丸之內線
  -  新中野站 -  中野坂上站
  -  中野富士見町站 -  中野新橋站 -  中野坂上站
- 東西線
  -  中野站 -  落合站

 東京都交通局（都營地下鐵）
- 大江戶線
  -  中野坂上站 -  東中野站 - （新宿區区间） -  新江古田站

### 巴士
關東巴士
總部位于区内東中野，丸山營業所位于區內江古田。
 京王電鐵巴士
中野營業所位于區內彌生町。
 都營巴士
小瀧橋自動車營業所位于区内東中野。
國際興業巴士
设有与關東巴士聯合營運的路線。
 西武巴士
經由青梅街道、山手通的路線以及經過由富士見台站附近的仙川通的路線均經過中野區。

### 道路
首都高速道路
- C2 首都高速中央環狀線

东京都道
- 放射道路（北起）
  - 東京都道8號千代田練馬田無線（目白通）

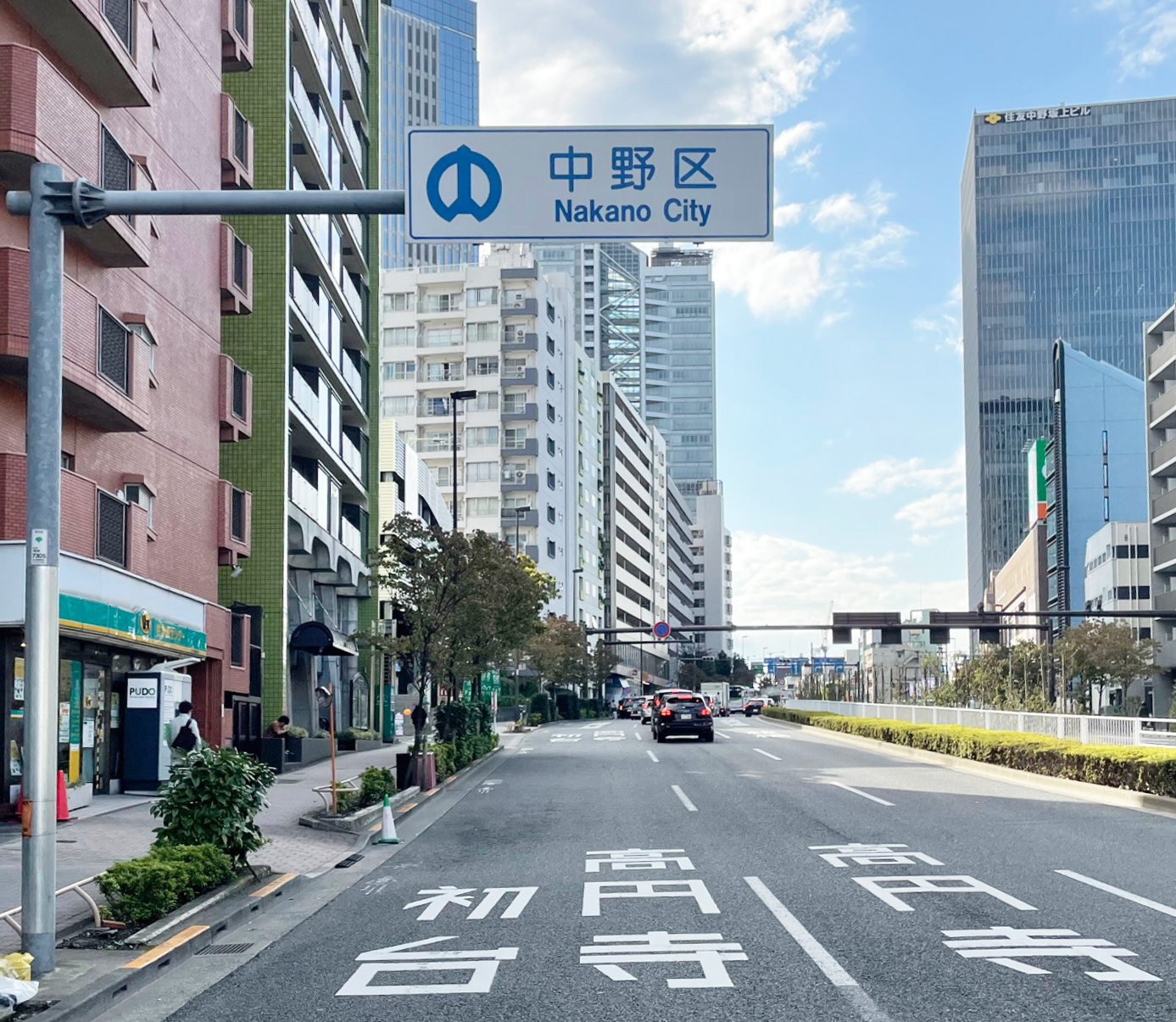
青梅街道上的新宿、中野区界

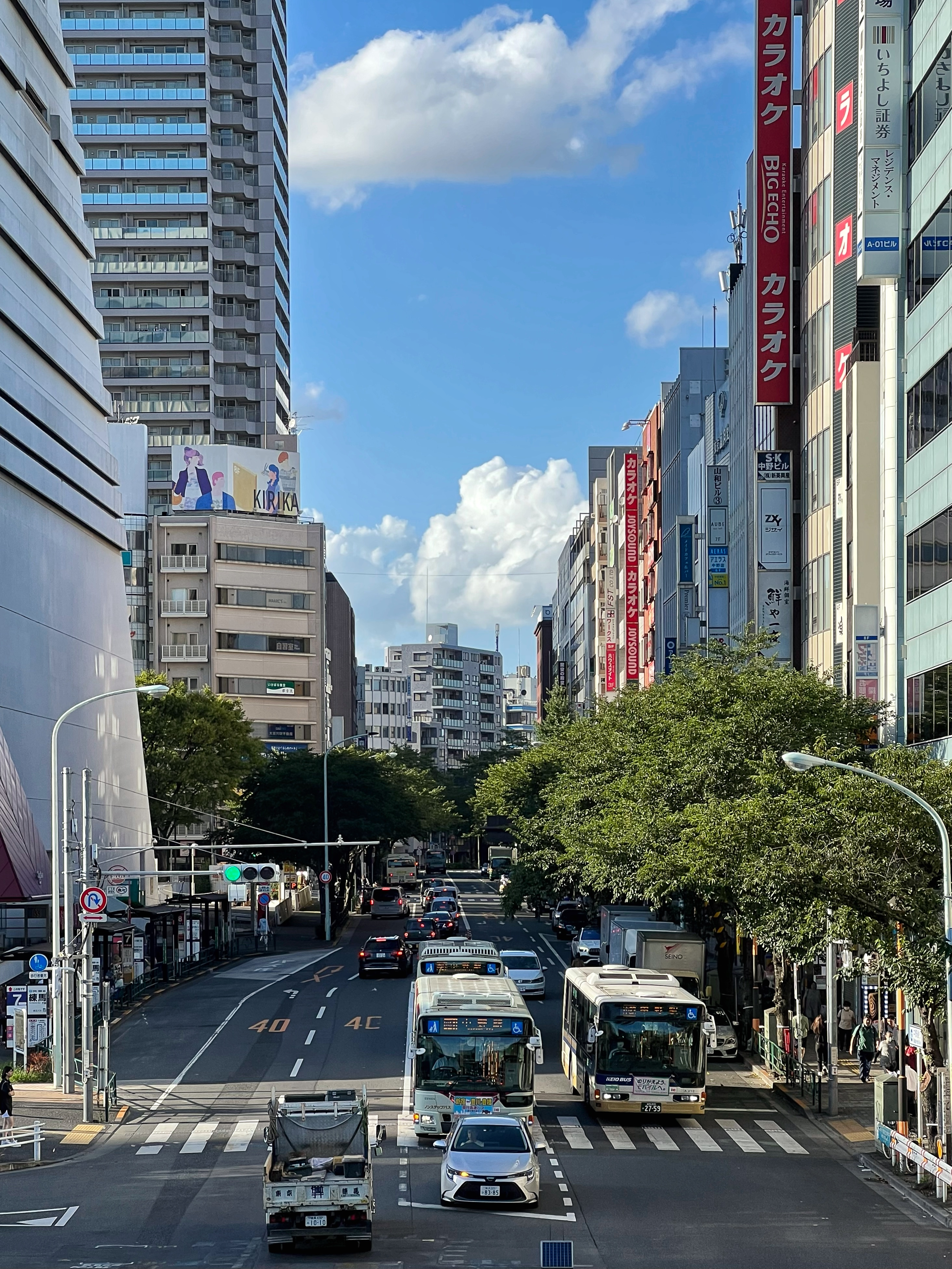
中野通

  - 東京都道439號椎名町上石神井線（千川通）
  - 東京都道440號落合井草線（新青梅街道）
  - 東京都道25號飯田橋石神井新座線（早稻田通）
  - 東京都道433號神樂坂高圓寺線（大久保通，舊稱宮園通）
  - 東京都道4號東京所澤線（青梅街道）
  - 東京都道14號新宿國立線（方南通）
- 環狀道路（都心側起）
  - 東京都道317號環狀六號線（山手通）
  - 東京都道420號鮫洲大山線（中野通）
  - 東京都道318號環狀七號線（環七通）
  - 東京都道427號瀬田貫井線（中杉通）

中野区系东京都区部23区内唯一没有国道通过的区，道路堵塞问题显著。中野通作为贯穿区内南北的主干道宽度仅约15米，且有多处单车道路段。从莲华寺下十字路口（新青梅街道十字路口）到中野五差路十字路口（大久保通十字路口）的四排车道狭窄拥挤。
目前，中野站北口周边、中野五差路十字路口、杉山公園十字路口等地仍在扩建；西武新宿线还存在不少尚未贯通的平交道，仍在通过搭建立交桥的方式逐步解决。

## 公共機關

### 警察与消防
警視廳
- 中野警察署：駐中央2丁目47番2號，下轄9個交番及1個駐在所。
- 野方警察署：駐中野4丁目12番1號，下轄12個交番及2個駐在所。

 東京消防廳
- 中野消防署：駐中央3丁目25番3號。
  - 南中野出張所：駐南台2丁目47番8號。
  - 宮園出張所：駐中央2丁目18番24號。
  - 東中野出張所：特別滅火中隊，駐上高田1丁目1番7號。
- 野方消防署：駐丸山2丁目21番1號。
  - 大和出張所：駐大和町2丁目2番15號。
  - 鷺宮出張所：駐鷺宮5丁目24番25號。
  - 江古田出張所：特別滅火中隊，駐江古田2丁目2番7號。

### 醫院
- 東京警察醫院：位於中野4丁目22番1號，由警視廳職員組織一般財團法人自警會開設。
- 新渡户纪念中野综合医院：位於中央4丁目59番16號，由政治活動家新渡户稻造與社會運動家贺川丰彦創辦。
- 总合東京醫院：位於江古田3丁目15番2號。
- 中野江古田醫院：位於江古田4-丁目19番9號。
- 橫畠醫院：位於新井2丁目6番1號。
- 中野共立醫院：位於中野5丁目44番7號，由社会医療法人社團健友会運營。
- 武蔵野療園醫院：位於江古田2丁目24番11號。
- 小原醫院：位於本町3丁目28番16號.

### 動物醫院
- 野村兽医科V中心：位於松丘2丁目5番1號。

## 教育

### 大學·短期大學
- 東京大學
  - 中野校區

私立大學
- 東京工藝大學
  - 中野校區
- 兒童教育寳仙大學
- 國際短期大學
- 新渡戶文化短期大學
  - 東高圓寺校區
  - 中野臨檢校區
- 明治大學
  - 中野校區
- 帝京平成大學
  - 中野校區
- 早稻田大學
  - 中野國際社群廣場
- 至誠館大学
  - 東京校區

### 高中
- 東京都立富士高等学校
- 東京都立鷺宮高等学校
- 東京都立武蔵丘高等学校
- 東京都立稔丘高等学校
- 東京都立中野工科高等学校

私立高中
- 堀越高等學校
- 東亞學園高等學校
- 實踐学園高等学校
- 宝仙学園高等学校
- 大妻中野高等学校
- 新渡戸文化高等学校
- 日本健康高等学校
  - 中野校區
- 明治大學附屬中野高等學校
- 明聖高等学校
  - 中野校區

### 中學
国立中学
- 東京大学教育学部附属中等教育学校

都立中学
- 東京都立富士高等学校附属中学校

区立中学
- 中野区立第二中学校
- 中野区立第五中学校
- 中野区立第七中学校
- 中野区立北中野中学校
- 中野区立中野中学校
- 中野区立中野東中学校
- 中野区立緑野中学校
- 中野区立南中野中学校
- 中野区立明和中学校

私立中学
- 實踐学園中学校
- 宝仙学園中学校
- 大妻中野中学校
- 新渡戸文化中学校
  - 中野校區
- 明治大學附屬中野中学校

### 小學
區立小学
- 中野区立桃園第二小学校
- 中野区立塔山小学校
- 中野区立谷戸小学校
- 中野区立中野本郷小学校
- 中野区立平和之森小学校
- 中野区立江古田小学校
- 中野区立鷺宮小学校
- 中野区立令和小学校
- 中野区立啓明小学校
- 中野区立北原小学校
- 中野区立江原小学校
- 中野区立緑野小学校
- 中野区立武蔵台小学校
- 中野区立西中野小学校
- 中野区立上鷺宮小学校
- 中野区立桃花小学校
- 中野区立白樱小学校
- 中野区立南台小学校
- 中野区立美鳩小学校
- 中野区立南小学校
- 中野区立中野第一小学校

- 宝仙学园小学校
- 新渡戸文化小学校

### 其他
- 东京社群学校

## 知名企業
- スタジオエル

中央
- 銀座ルノアール
- 高見沢サイバネティックス
- ファーマライズホールディングス
- 武士道
- Project No.9
- マルマン
- 吉田制药
- Lay-duce

中野
- エイムクリエイツ
- 河合制药
- 麒麟控股
- 栗田工業股份
- スタジオカフカ
- 西武信用金庫
- 东映动画
- バグフィルム
- MAPPA
- 丸井
- Mandarake
- 南日本運輸倉庫
- 四谷大塚
- ワールドフォトプレス

东中野
- TWIN ENGINE
- 關東巴士
- 蘇黎世保險（日本）
- AUGUST
- ライオン事務器

本町
- E&H production
- CloverWorks
- Soft On Demand
- DINOS CORPORATION
- Boundary
- MADHOUSE
- レオパレス21

弥生町
- 金吾堂製菓
- ビットグルーヴプロモーション

若宮
- 鷺宮製作所

## 文艺作品

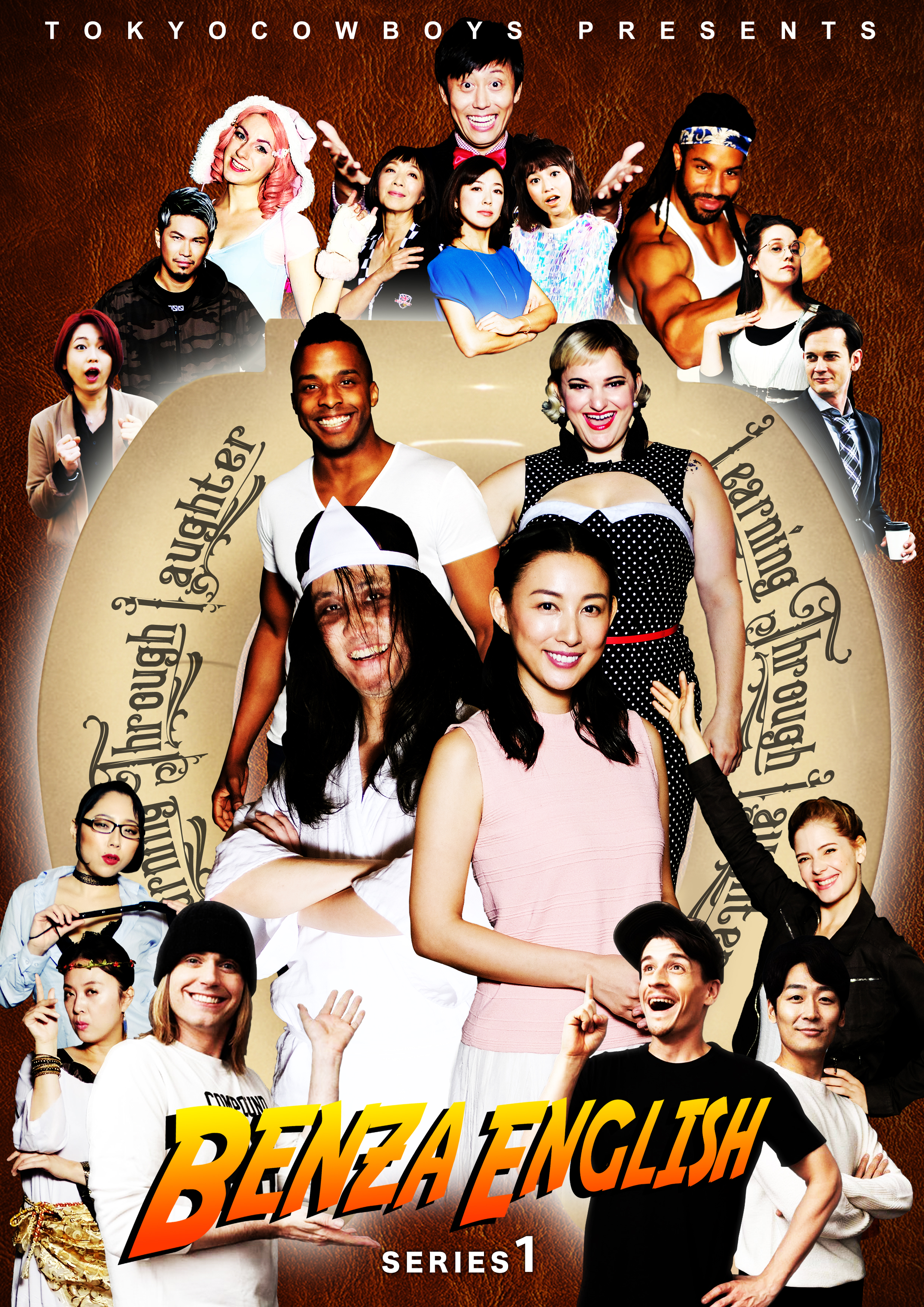
BENZA ENGLISH海报

### 文学
- 《恋之都（日语：恋の都）》：三岛由纪夫所著小说，主人公战前居住在中野区。
- 《海边的卡夫卡》：村上春树所著小说。
- 《临场（日语：臨場）》：横山秀夫所著小说，后改编为同名电视剧。电视剧第一话设定在“中野区本町9丁目”，现实中本町并不存在此地名。

### 歌曲
- 《篝火（日语：たきび）》：巽聖歌（日语：巽聖歌）作词的童谣，创作地位于新井藥師前站附近。

### 漫画
- 《無殼蝸牛連環泡》：星里望留创作。

### 影视作品
- 《The Benza（英语：The Benza）》：2019年由Amazon Prime Video制作的电视剧，以东中野为背景取材拍摄。
- 《Benza English（英语：Benza English）》：2020年由Amazon Prime Video制作的电视剧，片中出现“東中野タレント事務所”等专有名词。
- 《陸軍中野學校》：由第八代市川雷藏主演的电影，1966年上映。
- 《仁义的墓场（日语：仁義の墓場）》：由東映制作，1975年上映。

## 相關人物

### 政界
- 河上肇：日本经济学者、作家，卡尔·马克思著作《资本论》日文译者；1933年被捕后在丰多摩刑務所（今和平之森公园）服刑[23]。
- 北一輝：日本思想家、社会活动家，中国同盟会会员；曾在区内桃园町40番地（今中野3丁目16番）建造千余平的豪宅[24]。
- 周恩来：中华人民共和国政治家，首任国务院总理，在日留学期间曾在中野区东中野华洲园（今东中野5丁目14、15番）一带居住[25]。
- 星岛二郎：日本政治家、律师，曾任日本众议院议长等职；曾在中野区中野居住[26]。
- 不破哲三：日本共产主义政治家，曾任日本众议院议员、日共中央委员会议长；生于多摩郡中野町[27]。
- 青島幸男：日本艺人出身政治家，曾任東京都知事、众议院议员；曾在中野百老汇居住[28]。

### 学术界
- 林武：日本画家；曾在中野区设立画室[29]。
- 飯塚幸三：日本工程师，工学博士；2019年造成東池袋汽車暴衝死傷事故后备受争议，2024年在狱中去世[30]；中野区出身[31]。
- 东畑精一：日本农业经济学家，农学博士，日本学士院会员；目前在中野2丁目居住[32]。
- 茂木健一郎：日本脑科学者，庆应义塾大学特任教授，理学博士；中野区出身[33]。

### 商界
- 铃木久郎：日本室町时代商人，有“中野长者”之称；故居在今中野坂上成愿寺附近，首都高速道路中央環状線出口之一中野長者橋即以他命名。
- 青木湯之助：日本企业家、演员、踢踏舞者，株式会社红花创始人；曾在中野区居住。
- 青木廣彰：美籍日裔企业家，紅花鐵板燒创始人，史蒂夫·青木之父；中野区出身[34]。

### 体育界
- 貴之花利彰：原大相扑力士，最高级别为大关，曾任日本相扑协会理事；在中野新桥设立藤岛部屋（今貴乃花部屋）。
- 貴乃花光司：原大相扑力士，第65代横纲，原貴乃花部屋师匠，曾任日本相扑协会理事；目前在中野区生活。
- 花田虎上：原大相扑力士，第66代横纲；中野区出身。
- 榎本喜八：日本原棒球选手，曾效力罗德猎户星队；中野区上鹭宫出身。
- 矢崎拓也：日本棒球选手，目前效力于廣島東洋鯉魚；中野区出身。
- 佐藤道郎：日本原棒球选手，曾效力于福岡軟銀鷹等队伍；中野区出身。
- 松本健吾：日本棒球选手，目前效力于東京養樂多燕子；中野区出身

### 文艺界
- 伊東豐雄：日本当代建築師，曾获普利兹克建筑奖；1967年，其设计的“中野本町之家”落成[35]。
- 米長邦雄：日本將棋棋士，曾任日本將棋聯盟會長；其中学时光在中野区内度过。
- 北條司：日本漫畫家，《貓眼三姐妹》《城市猎人》作者；幼年时期曾在中野区吉祥寺居住[36]。
- 西又葵：日本插畫家、原画师；中野区出身。
- 三波春夫：日本浪曲师、演歌歌手；故居位于中野区江古田，故居旁的チャンチキ通り得名自其著名单曲《チャンチキおけさ》。
- 五輪真弓：日本创作歌手，作品被香港歌手多次翻唱；中野区出身[37]。
- 坂本龍一：日本著名音乐家、演員，曾获奥斯卡奖、英国电影学院奖、格莱美奖与两次金球奖；中野区出身。
- 澤田研二：日本演員、歌手、作曲家；曾在中野百老汇居住[38]。
- 伊武雅刀：日本演員、聲優；中野区野方出身。
- 松本真理香：日本演员、聲優；中野区出身。
- 三浦理恵子：日本歌手、演员，前CoCo組合成员；中野区出身。
- 市川由衣：日本歌手、演员；中野区出身。
- 中川翔子：日本歌手，聲優；中野区出身。
- YOSHIKI：日本音乐制作人；曾在中野区居住
- 青木沙耶加：日本谐星；曾在中野区居住[39]。
- 竹山隆範：日本谐星；21岁时与搭档中岛忠幸在中野太阳广场创建组合“Cunning”[40]。
- 橋幸夫：日本歌手；中野区出身[41]。
- 竹內由惠：日本播音员、艺人，曾在朝日電視担任播音員；中野区出身[42]。
- 柳原可奈子：日本谐星；中野区出身[43]。

## 重大事件
- 东中野站列车追尾事故：1988年（昭和63年）12月5日，东中野站中央·總武緩行線发生电车追尾事故，造成后车司机与1名乘客死亡、116人受伤，系國鐵分割民營化后首起造成乘客死亡的电车事故[44]。
- 中野富士見中學欺凌自殺事件：又称“葬礼戏弄事件”，1986年（昭和61年）2月1日深夜，中野区立中野富士見中学初二学生被巡警发现在盛岡站公厕上吊自杀，系因该生在校时拒绝为霸凌者跑腿，遭到霸凌者协同4名教师为其在校内举办了一起“葬礼”戏弄他。班主任因纵容默许遭到处分，4名教师也被要求辞职。
- 中野区暴力团組員殺害事件：1999年（平成11年）1月31日，一名暴力团成员在中野区某公寓遭到铁管殴打头部并被绞首致死成为悬案。直到10年后发生在仙台市的另一起强盗杀人事件嫌疑人被抓获后取得线索，受害者已经骨架化的遗体才被找到[45]。
- 东京中野放火事件：1979年（昭和54年）4月19日，中野区内一处木造二层公寓的房间遭人防火，火源为一根投入聚乙烯垃圾桶内的火柴。嫌疑人为一名在附近商店工作的裁缝，因在附近典当行曾当过窃来赃物而被列为通缉犯。1982年（昭和57年），嫌疑人因拖欠室友借款陷入麻烦，赴派出所询问时被捕并承认盗窃但否认放火，经东京地裁一审判处4年有期徒刑，此间嫌疑人自述患有听障与结核性脊柱炎并遭到逼供，口供内容不可靠，辩方上诉；东京高裁二审认为嫌疑人口供内容所述方法无从纵火而裁定无罪，检方放弃上诉。
- 富士放火事件：1973年（昭和43年）10月26日，位于中野区弥生町的都立富士高等学校遭人防火，起火点多达三处。嫌疑人有私闯民宅前科，因在另一案件中涉嫌盗取警察制服被捕，警方搜查住宅时发现另涉12起盗窃案。一审期间，辩方认为嫌疑人在供述期间被要求公开曾与一名被认定为人间国宝的艺术家鸡奸及自己部落民的身份，并在患有严重痔疮的情况下被要求宣誓不会翻供之前不得住院治疗，程序非法，该口供应不予采信且证人证言亦不可靠，东京地裁随即作出无罪判决，检方上诉；东京高裁二审再次作出无罪判决，证人证言虽在二审中有所纠正，但仍未被采信，检方放弃上诉[46]。
- 原厚生事务次官自宅连续袭击事件：2008年（平成20年）11月17日、18日，两名厚生事務次官的住宅接连遭到袭击，造成2人死亡、1人重伤。其中第二起发生在中野区上鹭宫，厚生事务次官的妻子遭到嫌疑人刺至重伤[47]。
- 中野区中国人留学生杀害事件（江歌案）：2016年（平成28年）11月3日，中国籍留学生江歌遭同国籍留学生陈世峰在中野6丁目的寓所门前用刀刺死，江歌室友刘鑫亦在现场，案情在中国国内引起舆论风波。
- 新型冠状病毒大规模感染事件：2020年（令和2年）4月14日，中野江古田医院住院患者及医生等92人感染新型冠状病毒，被东京都政府判定为“大规模感染集团”[48]。

## 備註
1. ↑   (PDF). 中野区役所.   [2024-05-23]. 原始内容存档于2024-04-22 （日语）.
2. ↑  . 中野区. 2023-08-03  [2024-03-08]. （原始内容存档于2024-01-19） （日语）.
3. ↑  . Tripadvisor.   [2024-03-08]. （原始内容存档于2022-09-05） （中文（中国大陆））.
4. ↑  . .   [2024-09-05] （日语）.
5. ↑  如今已暗渠化为广域下水道，不再适用日本河川法。
6. ↑  如今已暗渠化为广域下水道，成为東京都道439号椎名町上石神井線的一部分——千川通。
7. ↑  . 东京新闻. 2023-03-20  [2024-10-12] （日语）.
8. ↑  木佐貫将司. . 朝日新闻. 2024-10-24  [2025-01-12]. （原始内容存档于2025-01-14） （日语）.
9. ↑  . 东京新闻. 2024-04-20  [2024-10-27] （日语）.
10. ↑  . 中野区. 2024-04-26  [2024-12-03]. （原始内容存档于2024-12-27） （日语）.
11. ↑  . 中野区役所.   [2025-01-12]. （原始内容存档于2025-02-16） （日语）.
12. ↑  . 中野区役所. 2023-08-03  [2025-01-12] （日语）.
13. ↑  . 中野区役所. 2023-08-03  [2025-01-12] （日语）.
14. ↑  . 中野区役所. 2023-08-03  [2025-01-12]. （原始内容存档于2024-12-20） （日语）.
15. ↑  . 中野区. 2024-04-01  [2024-10-29] （日语）.
16. ↑  . 中野区议会.   [2024-10-30]. （原始内容存档于2024-10-07） （日语）.
17. ↑   (PDF). 东京都议会.   [2024-10-29] （中文（中国大陆））.
18. ↑  . 中野区. 2023-08-03  [2024-10-29]. （原始内容存档于2024-12-20） （日语）.
19. ↑  . 中野区. 2023-08-03  [2024-10-29] （日语）.
20. ↑  . 中野区. 2024-01-17  [2024-10-29]. （原始内容存档于2024-12-20） （日语）.
21. ↑  . 宝仙学园.   [2024-11-19]. （原始内容存档于2024-11-04） （日语）.
22. ↑  大上祐史. . 2022-03-18  [2024-12-18]. （原始内容存档于2023-03-31） （日语）.
23. ↑  . 东京地评. 2020-12-15  [2024-12-01]. （原始内容存档于2024-12-03） （日语）.
24. ↑  . 東京雑写. 2013-02-26  [2025-02-22]. （原始内容存档于2024-11-03） （日语）.
25. ↑  . 人民中国. 2018-09-18  [2024-09-09]. （原始内容存档于2024-09-09） （日语）.
26. ↑  . 社長の家～日本の豪邸写真集. 2023-11-03  [2024-12-01]. （原始内容存档于2024-12-04） （日语）.
27. ↑  . . 2025-02-10  [2025-02-22]. （原始内容存档于2022-05-16） （日语）.
28. ↑  . ばいばいアマリリス. 2023-09-20  [2025-02-22]. （原始内容存档于2024-12-10） （日语）.
29. ↑  . 东京文化财研究所.   [2024-12-06]. （原始内容存档于2024-12-13） （日语）.
30. ↑  . NHK. 2024-11-25  [2024-12-06]. （原始内容存档于2024-11-25） （日语）.
31. ↑  飯塚幸三. . 精密工学会誌 (精密工学会) （日语）.
32. ↑   第21版 （日语）.
33. ↑  茂木健一郎. . 2017-02-15  [2024-12-06]. （原始内容存档于2017-02-17） （日语）.
34. ↑  . 辞典オンライン人物名鑑.   [2024-12-01] （日语）.
35. ↑  伊東豊雄. . 日本经济新闻. 2023-07-12  [2024-12-01] （日语）.
36. ↑  . 吉祥寺ファンページ. 2024-04-18  [2024-12-01]. （原始内容存档于2024-12-07） （日语）.
37. ↑  . Wendy-Net.   [2024-12-01]. （原始内容存档于2025-01-16） （日语）.
38. ↑  . Abema. 2018-10-01  [2024-12-01] （日语）.
39. ↑  . 妇人公论. 2020-06-29  [2024-12-06]. （原始内容存档于2022-07-26） （日语）.
40. ↑  . AERA dot. 2018-06-06  [2024-12-06] （日语）.
41. ↑  . 日本经济新闻. 2016-09-21  [2024-12-06] （日语）.
42. ↑  . 朝日电视.   [2024-12-06]. （原始内容存档于2019-04-12） （日语）.
43. ↑  柳原加奈子.  (PDF). 中野区立第二中学校. 2021-10-15  [2024-12-06] （日语）.
44. ↑  辻明彦. . 安全工学 (安全工学会).   [2024-12-06] （日语）.
45. ↑  . 日本经济新闻. 2010-08-27  [2024-12-01] （日语）.
46. ↑  石田仁. . 現代思想. 2015年10月, (43（16）): 231–245 （日语）.
47. ↑  . 朝日新闻. 2008-11-18  [2024-12-18]. （原始内容存档于2024-12-22） （日语）.
48. ↑  . 朝日新闻. 2020-04-13  [2024-12-06] （日语）.

## 外部連結
- 中野區網頁 （页面存档备份，存于）（日語）